# Davide Ghiotto
Davide Ghiotto (ur. 3 grudnia 1993 w Vicenzy) – włoski łyżwiarz szybki, wrotkarz szybki i policjant, brązowy medalista olimpijski i wielokrotny medalista mistrzostw świata.

## Życie prywatne
Mieszka w Altavilla Vicentina i oprócz uprawiana sportu jest policjantem. Studiował filozofię na Uniwersytecie w Trydencie.

## Kariera
Początkowo uprawiał wrotkarstwo szybkie, zajmując czołowe miejsca w pierwszej dziesiątce klasyfikacji Pucharu Świata. W 2012 zmienił dyscyplinę na łyżwiarstwo szybkie, gdyż jest ona sportem olimpijskim oraz umożliwia zarobek.

## Wyniki

### Igrzyska olimpijskie
| Rok  | Gospodarz  | 5000 m | 10 000 m | bieg drużynowy |
| ---- | ---------- | ------ | -------- | -------------- |
| 2018 | Pjongczang | 19     | 12       | —              |
| 2022 | Pekin      | 8      | 03 !     | 7              |

### Mistrzostwa świata na dystansach
| Rok  | Gospodarz      | 5000 m | 10 000 m |
| ---- | -------------- | ------ | -------- |
| 2018 | Gangneung      | —      | 5        |
| 2019 | Inzell         | 11     | 6        |
| 2020 | Salt Lake City | 7      | 6        |
| 2021 | Heerenveen     | 7      | 4        |

### Mistrzostwa świata w wieloboju
| Rok  | Gospodarz | wielobój |
| ---- | --------- | -------- |
| 2018 | Amsterdam | 23       |
| 2020 | Hamar     | 24       |

### Mistrzostwa Europy
| Rok  | Gospodarz  | 5000 m | wielobój | bieg drużynowy |
| ---- | ---------- | ------ | -------- | -------------- |
| 2017 | Heerenveen | —      | 17       | —              |
| 2018 | Kołomna    | 6      | —        | —              |
| 2019 | Collalbo   | —      | 19       | —              |
| 2020 | Heerenveen | 9      | —        | —              |
| 2022 | Heerenveen | 7      | —        | 03 !           |